# Международный аэропорт имени королевы Беатрикс
Междунаро́дный аэропо́рт Аруба и́мени короле́вы Беатри́кс (папьям. Aeropuerto Internacional Reina Beatrix, нидерл. Koningin Beatrix International Airport; (ИАТА: AUA, ИКАО: TNCA), расположенный в Ораньестаде (Аруба), осуществляет рейсы в США, многие страны Карибского региона, страны северного побережья Южной Америки и некоторые страны Европы (в основном в Нидерланды). Назван в честь нидерландской королевы Беатрикс.

## История
Первый гидросамолёт приземлился на Арубе 24 июля 1925 года в бухте Паарденбай в Ораньестаде. В 1933 году губернатор Арубы впервые обнародовал планы строительства аэропорта на острове, под который была выделена территория Дакота на южном побережье Арубы. 23 декабря 1934 года в Саванете приземлился первый трёхмоторный самолёт.
Первый регулярный рейс был открыт 19 января 1935 года и связывал Арубу и Кюрасао, в 1935 году этим рейсом было обслужено 2 659 пассажиров. До 1940 года было налажено воздушное сообщение между островом и Барбадосом, Тринидадом, Маракайбо, Парамарибо, Майами, Венесуэлой и Лиссабоном.
Во время второй мировой войны использовался ВВС США. Шестая воздушная армия защищая Карибское судоходство и Панамский канал против немецких подводных лодок. В 1950 году был открыт второй терминал, в 1952 году в аэропорту стали постоянно располагаться пожарные машины.
22 октября 1955 года аэропорту было присвоено имя княгини Беатрикс из Нидерландов во время королевского визита. Он был переименован в 1980 году после её восшествия на престол.
В 2000 году был запущен трёхлетний проект по расширению аэропорта, получивший название «Беатрикс 2000».

## Авиакомпании и направления перевозок

### Пассажирские авиарейсы
- Air Canada (Торонто — Пирсон)
- American Airlines (Бостон — сезонный, Майами, Нью-Йорк)
- Aires (Барранкилья, Картахена)
- Arkefly (Амстердам, Виллемстад)
- Aserca Airlines (Каракас, Санто-Доминго)
- Avianca (Богота)
  - Avianca, управляемая SAM (Барранкилья, Богота, Медельин)
- Avior Airlines (Каракас, Маракайбо, Валенсия)

- CanJet (Монреаль)
- Caribair (Санто-Доминго)
- Condor (Франкфурт)

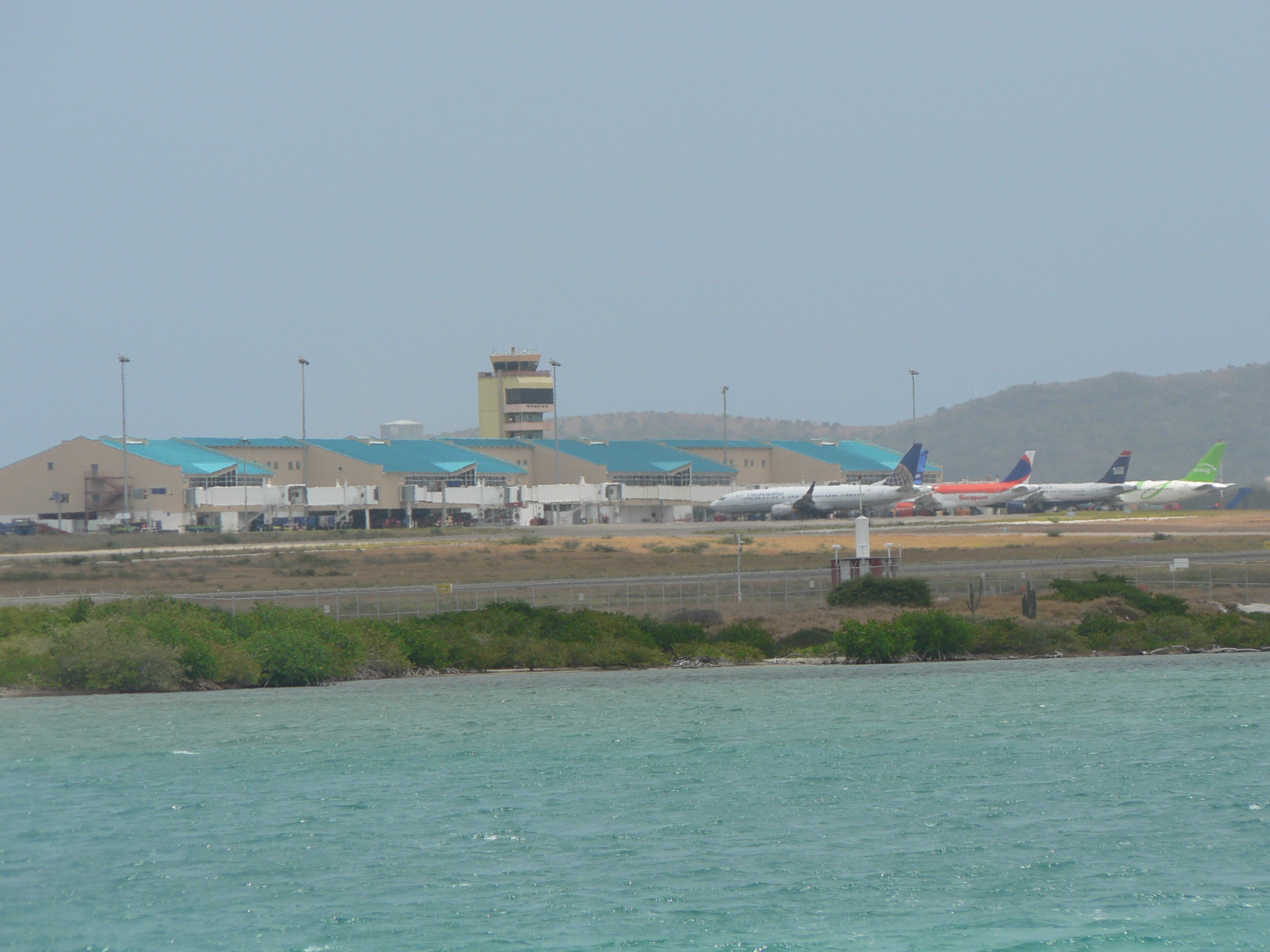
Вид со стороны моря

- Continental Airlines (Хьюстон, Нью-Йорк — сезонный, Ньюарк)
- Copa Airlines (Панама)
- Delta Air Lines (Атланта, Нью-Йорк)
- Dutch Antilles Express (Кралендейк, Виллемстад)
- First Choice Airways (Лондон, Манчестер)
- Insel Air (Виллемстад)
- JetBlue Airways (Бостон, Нью-Йорк)
- KLM (Амстердам, Бонайре)
- Linea Aerea Aerocaribe (Лас-Пьедрас)
- Martinair (Амстердам)
- Santa Barbara Airlines (Лас-Пьедрас, Маракайбо)
- Skyservice (Монреаль, Торонто — Пирсон)
- Spirit Airlines (Форт-Лодердейл)
- Surinam Airways (Майами, Порт-оф-Спейн, Виллемстад)
- Tiara Air (Кралендейк, Виллемстад, Пунто-Фихо)
- Thomsonfly (Бирмингем)
- United Airlines (Чикаго, Вашингтон)
- US Airways (Бостон, Шарлотт, Нью-Йорк — сезонный, Филадельфия)
- Venezolana (Каракас, Маракайбо)
- Viva Air Dominicana (Санто-Доминго)

### Грузовые авиарейсы
- Amerijet International (Майами, Сантьяго — Доминиканская Республика, Санто-Доминго)
- DHL Aero Expreso (международные)
- Merlin Express (Пуэрто-Рико)
- Ameriflight (Сан-Хуан)
- Líneas Aéreas Suramericanas (Богота)